# Finales NBA 1976
Navigation
Finales 1975 Finales 1977
Les finales NBA 1976 sont la dernière série de matchs de la saison 1975-1976 de la NBA et la conclusion des séries éliminatoires (playoffs) de la saison. Les champions de la conférence Est, les Celtics de Boston rencontrent le champion de la conférence Ouest les Suns de Phoenix. Les Celtics l'emportent quatre victoires à deux et remportent leur treizième titre NBA. Le tournant de la série a lieu lors du cinquième match disputé à Boston, gagné par les Celtics après trois prolongations.
Lors de ces finales les Celtics jouent avec deux joueurs futurs membres du Hall of Fame : Dave Cowens et John Havlicek ainsi que l'entraîneur Tom Heinsohn (intronisé comme joueur) ainsi qu'un joueur des Suns : Pat Riley (intronisé comme entraîneur).

## Avant les finales

### Celtics de Boston
Lors de la saison régulière les Celtics de Boston ont terminé la saison premier de la division Atlantique et premier de la conférence Est avec un bilan de 54 victoires pour 28 défaites, soit le second bilan de la ligue derrière le champion en titre les Warriors de Golden State (59-23).
Les Celtics se sont qualifiés en battant en demi-finales de conférence les Braves de Buffalo quatre victoires à deux puis en finales de conférence les Cavaliers de Cleveland quatre victoires à deux également.

### Suns de Phoenix
Lors de la saison régulière les Bucks ont terminé la saison troisième de la division Pacifique et troisième de la conférence Ouest avec un bilan de 42 victoires pour 40 défaites.
Les Suns se sont qualifiés en battant en demi-finales les Pistons de Détroit quatre victoires à deux puis en finales de conférence, le champion en titre et meilleur bilan NBA de la saison, les Warriors de Golden State quatre victoires à trois.

### Parcours comparés vers les finales NBA
| Champion de division | Qualifié pour les playoffs | Éliminé des playoffs |

| Rang | Franchise                | V  | D  | PCT  | R  | Dom   | Ext   | Div.  |
| ---- | ------------------------ | -- | -- | ---- | -- | ----- | ----- | ----- |
| 1    | Celtics de Boston        | 54 | 28 | .659 | –  | 31–10 | 23–18 | 13–8  |
| 2    | Cavaliers de Cleveland   | 49 | 33 | .598 | –  | 29–12 | 20–21 | 15–11 |
| 3    | Bullets de la Washington | 48 | 34 | .585 | 1  | 31–10 | 17–24 | 14–12 |
| 4    | Braves de Buffalo        | 46 | 36 | .561 | 8  | 28–14 | 18–22 | 10–11 |
| 5    | 76ers de Philadelphie    | 46 | 36 | .561 | 8  | 34–7  | 12–29 | 9–12  |
|      |                          |    |    |      |    |       |       |       |
| 6    | Rockets de Houston       | 40 | 42 | .488 | 9  | 27–13 | 13–29 | 14–12 |
| 7    | Knicks de New York       | 38 | 44 | .463 | 16 | 24–17 | 14–27 | 10–11 |
| 8    | Jazz de la Nwe-Orléans   | 38 | 44 | .463 | 11 | 22–19 | 16–25 | 15–11 |
| 9    | Hawks d'Atlanta          | 29 | 53 | .354 | 20 | 20–21 | 9–32  | 7–19  |

| Rang | Franchise                 | V  | D  | PCT  | R  | Dom   | Ext   | Div.  |
| ---- | ------------------------- | -- | -- | ---- | -- | ----- | ----- | ----- |
| 1    | Warriors de Golden State  | 59 | 23 | .720 | –  | 36–5  | 23–18 | 17–9  |
| 2    | SuperSonics de Seattle    | 43 | 39 | .524 | 16 | 31–10 | 12–29 | 12–14 |
| 3    | Suns de Phoenix           | 42 | 40 | .512 | 17 | 27-14 | 15-26 | 15–11 |
| 4    | Bucks de Milwaukee        | 38 | 44 | .463 | –  | 22–19 | 16–25 | 13–8  |
| 5    | Pistons de Détroit        | 36 | 46 | .439 | 2  | 24–17 | 12–29 | 12–9  |
|      |                           |    |    |      |    |       |       |       |
| 6    | Lakers de Los Angeles     | 40 | 42 | .488 | 19 | 31–11 | 9–31  | 10–16 |
| 7    | Trail Blazers de Portland | 37 | 45 | .451 | 22 | 25–15 | 12–30 | 11–15 |
| 8    | Kings de Kansas City      | 31 | 51 | .378 | 7  | 25–16 | 6–35  | 10–11 |
| 9    | Bulls de Chicago          | 24 | 58 | .293 | 14 | 15–26 | 9–32  | 7–14  |

### Face à face en saison régulière

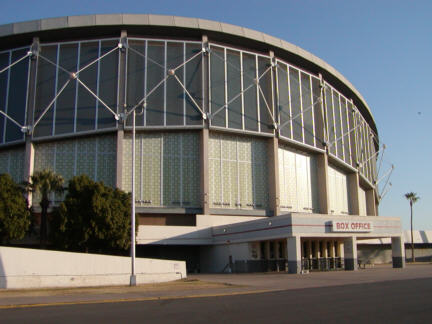
L'Arizona Veterans Memorial Coliseum à Phoenix

Les Celtics et les Suns se sont rencontrés 4 fois. Les Celtics ont gagné les quatre rencontres.
| Match | Date             | équipe à domicile | Score   | équipe à l'extérieur |
| ----- | ---------------- | ----------------- | ------- | -------------------- |
| 1     | 26 décembre 1975 | Suns de Phoenix   | 106-112 | Celtics de Boston    |
| 2     | 21 janvier 1976  | Celtics de Boston | 114-100 | Suns de Phoenix      |
| 3     | 13 février 1976  | Suns de Phoenix   | 108-109 | Celtics de Boston    |
| 4     | 31 mars 1976     | Celtics de Boston | 122-102 | Suns de Phoenix      |

## Formule

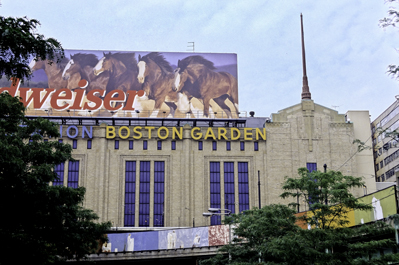
Le Boston Garden

Pour les séries finales la franchise gagnante est la première à remporter quatre victoires, soit un minimum de quatre matchs et un maximum de sept. Les rencontres se déroulent dans l'ordre suivant :
| Match | Recevant       | Match | Recevant       | Match | Recevant        | Match | Recevant        |
| ----- | -------------- | ----- | -------------- | ----- | --------------- | ----- | --------------- |
| 1     | Meilleur bilan | 2     | Meilleur bilan | 3     | Moins bon bilan | 4     | Moins bon bilan |

| Match | Recevant       | Match | Recevant        | Match | Recevant       |
| ----- | -------------- | ----- | --------------- | ----- | -------------- |
| 5     | Meilleur bilan | 6     | Moins bon bilan | 7     | Meilleur bilan |

## Les finales

### Match 1
| 23 mai 1976 | Rapport | Suns de Phoenix 87, Celtics de Boston 98           | Suns de Phoenix 87, Celtics de Boston 98 | Suns de Phoenix 87, Celtics de Boston 98 |  | Boston Garden, Boston Affluence : 15 320 |
| 23 mai 1976 | Rapport | Score par quart-temps : 20-22, 19-22, 27-27, 19-27 |                                          |                                          |  | Boston Garden, Boston Affluence : 15 320 |
| 23 mai 1976 | Rapport | Alvan Adams 26                                     | Points                                   | Dave Cowens 25                           |  | Boston Garden, Boston Affluence : 15 320 |
| 23 mai 1976 | Rapport | Boston mène la série 1 à 0                         |                                          |                                          |  | Boston Garden, Boston Affluence : 15 320 |

Boston a bousculé les Suns avec une attaque équilibrée. John Havlicek ne démarre pas en raison d'une blessure au talon douloureux. Cependant, l'entraîneur de Boston Tom Heinsohn fait jouer Havlicek 7 min 24 dans le premier quart-temps après le bon début de Phoenix à 10-7. Dave Cowens enregistre un triple-double avec 25 points, 21 rebonds et 10 passes alors que Jo Jo White, qui a tiré seulement 1-4 en première mi-temps marque 8 lancers sur 11 dans la seconde.

### Match 2
| 27 mai 1976 | Rapport | Suns de Phoenix 90, Celtics de Boston 105          | Suns de Phoenix 90, Celtics de Boston 105 | Suns de Phoenix 90, Celtics de Boston 105 |  | Boston Garden, Boston Affluence : 15 320 |
| 27 mai 1976 | Rapport | Score par quart-temps : 25-24, 16-22, 16-34, 33-25 |                                           |                                           |  | Boston Garden, Boston Affluence : 15 320 |
| 27 mai 1976 | Rapport | Paul Westphal 28                                   | Points                                    | John Havlicek 23                          |  | Boston Garden, Boston Affluence : 15 320 |
| 27 mai 1976 | Rapport | Boston mène la série 2 à 0                         |                                           |                                           |  | Boston Garden, Boston Affluence : 15 320 |

Phoenix perd son douzième match de suite au Boston Garden. Les Celtics se mettent de portée avec un 20-2 au début du troisième quart-temps qui leur a donné une avance de 72-43. Cette avance est le fait de Jo Jo White et Charlie Scott. Boston a commencé le dernier quart temps sans John Havlicek dans le line-up de départ, mais n'ayant pas marqué dans les trois premières minutes du jeu, cela incite Tom Heinsohn à reintégrer Havlicek dans le match à nouveau.

### Match 3
| 30 mai 1976 | Rapport | Celtics de Boston 98, Suns de Phoenix 105          | Celtics de Boston 98, Suns de Phoenix 105 | Celtics de Boston 98, Suns de Phoenix 105 |  | Arizona Veterans Memorial Coliseum, Phoenix Affluence : 12 884 |
| 30 mai 1976 | Rapport | Score par quart-temps : 17-26, 22-26, 26-26, 33-27 |                                           |                                           |  | Arizona Veterans Memorial Coliseum, Phoenix Affluence : 12 884 |
| 30 mai 1976 | Rapport | Jo Jo White 24                                     | Points                                    | Alvan Adams 33                            |  | Arizona Veterans Memorial Coliseum, Phoenix Affluence : 12 884 |
| 30 mai 1976 | Rapport | Boston mène la série 2 à 1                         |                                           |                                           |  | Arizona Veterans Memorial Coliseum, Phoenix Affluence : 12 884 |

Phoenix a empêché Boston de marquer pendant près de cinq minutes dans la seconde période et ont eu une avance de 16 points. Ensuite, Ricky Sobers des Suns et Kevin Stacom des Celtics sont entrés dans une bagarre, et les deux ont été expulsés. Sobers avait un bon jeu à ce moment-là, et l'entraîneur de Phoenix John MacLeod a accusé plus tard les Celtics d'avoir poussé Sobers à la bagarre pour le faire sortir de la partie.
Les Suns ont augmenté leur avance à 23 points dans le troisième quart-temps, mais Boston a commencé à réduire l'écart à deux points à trois minutes. À ce moment, la recrue des Suns Alvan Adams a marqué deux fois et passa à Paul Westphal pour une autre. Cela a suffi à Phoenix pour obtenir une victoire 105-98. Adams a terminé avec 33 points et 14 rebonds.

### Match 4
| 2 juin 1976 | Rapport | Celtics de Boston 107, Suns de Phoenix 109         | Celtics de Boston 107, Suns de Phoenix 109 | Celtics de Boston 107, Suns de Phoenix 109 |  | Arizona Veterans Memorial Coliseum, Phoenix Affluence : 13 306 Arbitres : Don Murphy et Manny Sokol |
| 2 juin 1976 | Rapport | Score par quart-temps : 30-35, 27-25, 23-27, 27-22 |                                            |                                            |  | Arizona Veterans Memorial Coliseum, Phoenix Affluence : 13 306 Arbitres : Don Murphy et Manny Sokol |
| 2 juin 1976 | Rapport | Jo Jo White 25                                     | Points                                     | Paul Westphal 28                           |  | Arizona Veterans Memorial Coliseum, Phoenix Affluence : 13 306 Arbitres : Don Murphy et Manny Sokol |
| 2 juin 1976 | Rapport | Égalité dans la série 2 à 2                        |                                            |                                            |  | Arizona Veterans Memorial Coliseum, Phoenix Affluence : 13 306 Arbitres : Don Murphy et Manny Sokol |

Dans ce premier match joué en juin, les arbitres Don Murphy et Manny Sokol ont sifflé 21 fautes dans les 10 premières minutes. L'entraîneur des Celtics Tom Heinsohn s'est fâché et a affirmé plus tard que l'affaire était pure high school. John Havlicek et Cowens blâment leur équipe pour avoir commis des fautes stupides.
Le match était proche de la fin, quand Ricky Sobers a marqué et donné aux Suns une avance de quatre points avec 90 secondes à jouer. Les Celtics ont marqué deux points, mais ont perdu 109-107 quand Jo Jo White a raté le panier d'égalisation.

### Match 5
| 27 mai 1976 | Rapport | Suns de Phoenix 126, Celtics de Boston 128                                         | Suns de Phoenix 126, Celtics de Boston 128 | Suns de Phoenix 126, Celtics de Boston 128      | 3OT | Boston Garden, Boston Affluence : 15 320 |
| 27 mai 1976 | Rapport | Score par quart-temps : 18-36, 27-25, 27-16, 23-18 - OT1 6-6 OT2 11-11, OT : 14-16 |                                            |                                                 | 3OT | Boston Garden, Boston Affluence : 15 320 |
| 27 mai 1976 | Rapport | Sobers, Westphal 25 Curtis Perry 15 Perry, Sobers 6                                | Points Rebonds Passes d.                   | Jo Jo White 33 Havlicek, Cowens 5 Jo Jo White 9 | 3OT | Boston Garden, Boston Affluence : 15 320 |
| 27 mai 1976 | Rapport | Boston mène la série 3 à 2                                                         |                                            |                                                 | 3OT | Boston Garden, Boston Affluence : 15 320 |

La cinquième manche, disputée en triple prolongation le 4 juin 1976 au Boston Garden, est une des rencontres légendaires de la NBA,  remportée 128 à 126 par les Celtics malgré 25 points de Sobers et de multiples exploits de Paul Westphal. Le tir à la dernière seconde de Gar Heard pour égaliser à 112 partout et accrocher la troisième prolongation est connu sous le nom de Shot Heard Round’ the World (« le tir entendu dans le monde entier », avec un jeu de mots sur Heard).

### Match 6
| 6 juin 1976 | Rapport | Celtics de Boston 87, Suns de Phoenix 80           | Celtics de Boston 87, Suns de Phoenix 80 | Celtics de Boston 87, Suns de Phoenix 80 |  | Arizona Veterans Memorial Coliseum, Phoenix Affluence : 12 884 |
| 6 juin 1976 | Rapport | Score par quart-temps : 20-20, 18-13, 19-23, 30-24 |                                          |                                          |  | Arizona Veterans Memorial Coliseum, Phoenix Affluence : 12 884 |
| 6 juin 1976 | Rapport | Charlie Scott 25                                   | Points                                   | Alvan Adams 20                           |  | Arizona Veterans Memorial Coliseum, Phoenix Affluence : 12 884 |
| 6 juin 1976 | Rapport | Boston gagne la série 4 à 2                        |                                          |                                          |  | Arizona Veterans Memorial Coliseum, Phoenix Affluence : 12 884 |

Jo Jo White a marqué 15 points, ce qui lui donne 130 points en six matchs, et il est nommé Most Valuable Player des finales. John Havlicek  fête son huitième titre NBA en tant que joueur des Celtics et devient le troisième joueur le plus titré de la NBA.

## Équipes
| Effectif des Celtics de Boston - Champions NBA 1975-1976 |
| --- |
| 10 Jo Jo White (MVP Finales) • 11 Charlie Scott • 17 John Havlicek • 18 Dave Cowens • 19 Don Nelson • 20 Phil Hankinson • 27 Kevin Stacom • 31 Tom Boswell • 33 Steve Kuberski • 34 Jim Ard • 35 Paul Silas • 42 Jerome Anderson Entraîneur : Tom Heinsohn Entraîneur-Adjoint : John Killilea |

| Effectif des Suns de Phoenix Champions Conférence Ouest |
| --- |
| 5 Dick Van Arsdale • 10 Phil Lumpkin • 12 Pat Riley • 14 Keith Erickson • 18 Curtis Perry • 21 Dennis Awtrey •24 Garfield Heard • 25 John Wetzel • 30 Fred Saunders • 32 Nate Hawthorne • 33 Alvan Adams • 34 John Shumate • 40 Ricky Sobers •44 Paul Westphal Entraîneur : John MacLeod |